# Antoni Organ
Antoni Organ (ur. 6 grudnia 1895 w Rozbórzu Długim, zm. 15 stycznia 1919 pod Dobrosinem) – żołnierz Legionów Polskich i podporucznik Wojska Polskiego II RP, uczestnik I wojny światowej i wojny polsko-bolszewickiej. Kawaler Orderu Virtuti Militari.

## Życiorys
Urodził się w rodzinie Michała i Marii z d. Wróczykowska. Absolwent gimnazjum w Jarosławiu. Należał do Związku Strzeleckiego. Od sierpnia 1914 ochotnik w Legionach Polskich. Dowódca plutonu w 7 kompanii 3 pułku piechoty Legionów.
Szczególnie odznaczył się 16 czerwca 1916 w walce pod Grażałynem, gdzie „wysłany ze swoim plutonem na patrol, na tyły oddziałów rosyjskich dotarł aż nad brzeg Styru – zaskoczył i wziął do niewoli połowę kompanii piechoty rosyjskiej”. Za tę postawę został odznaczony Orderem Virtuti Militari.
Mianowany podporucznikiem 12 kwietnia 1917. Od lutego 1918 brał udział w walkach na Ukrainie. Poległ w walce pod Dobrosinem.
Był kawalerem.

## Ordery i odznaczenia
- Krzyż Srebrny Orderu Wojskowego Virtuti Militari nr 7675 – pośmiertnie, 17 maja 1922[2][1][3][4][5]
- Krzyż Niepodległości – pośmiertnie[1]